# Muggendorf (Niederösterreich)
Muggendorf ist eine Gemeinde im Bezirk Wiener Neustadt in Niederösterreich mit 499 Einwohnern (Stand 1. Jänner 2025).

## Geografie
Die Gemeinde Muggendorf liegt im Industrieviertel und umfasst das Einzugsgebiet des Myrabaches, eines linken Nebenflusses der Piesting. Der tiefste Punkt der Gemeinde liegt bei Marienthal 450 Meter über dem Meer. Das Myrabachtal wird umrahmt von bewaldeten Kalkfelsen. Im Südwesten sind dies Alte Öd (681 m), Schafkogel (918 m), Rußkogel (1098 m), im Osten Spatzenwälder Kogel (750 m) und Hochwald (919 m), sowie im Norden Gaisstein (1011 m), Geißruck (1074 m), Kieneck (1106 m) und Unterberg (1342 m).
Die Fläche der Gemeinde umfasst 51 Quadratkilometer. Davon sind 92 Prozent bewaldet und sieben Prozent werden landwirtschaftlich genutzt.

### Gemeindegliederung
Das Gemeindegebiet umfasst folgende drei Ortschaften (in Klammern Einwohnerzahl Stand 1. Jänner 2025):
- Kreuth (35)
- Muggendorf (341)
- Thal (123)

Die Gemeinde besteht aus der Katastralgemeinde Muggendorf.

### Nachbargemeinden
| Ramsau (LF)     | Furth an der Triesting (BN)                 |                  |
| Rohr im Gebirge | Kompassrose, die auf Nachbargemeinden zeigt | Pottenstein (BN) |
|                 | Gutenstein                                  | Pernitz          |

## Geschichte
Die ältesten Funde stammen aus der Gegend um den 668 Meter hohen Hausstein nördlich des Ortes Muggendorf. Dort wurden Keramikbruchstücke der Badener Kultur von 2000 vor Christus und aus der Hallstattzeit von 1000 vor Christus gefunden. Rodungen fanden in der Mitte des 11. Jahrhunderts nach Christus statt. Das Zentrum war wiederum der Hausstein, auf dem eine Wehranlage errichtet wurde. Die erste urkundliche Erwähnung des Ortsnamens stammt aus dem Jahr 1452 als Mukgendorff. Dieser Name stammt wahrscheinlich vom Personennamen Muckho ab. Die Burg auf dem Hausstein war der Sitz eines Ministerialen, der zur Herrschaft Pottenstein gehörte. Sie wurde bis ins 16. Jahrhundert als Fluchtburg genutzt und verfiel dann.
Bis ins 19. Jahrhundert gehörte Muggendorf zur zwanzig Kilometer entfernten Pfarre Pottenstein. Auch der Weg zur Filialkirche in Furth war beschwerlich. Besonders belastend waren Begräbnisse, da 14 bis 16 Männer bezahlt werden mussten, um die Bahre über die Berge zu tragen. 1826 kam Muggendorf zur nur drei Kilometer talabwärts gelegenen Pfarre Pernitz.
Nach dem Bau der Eisenbahn durch das Piestingtal im Jahr 1878 wurde 1884 eine Sektion des Österreichischen Touristenklubs gegründet. Dieser legte Wanderwege an. Eine besondere Attraktion für den aufkommenden Fremdenverkehr wurden die Myrafälle, die mit Holzbrücken und Stegen begehbar gemacht wurden. Auf dem Unterberg wurden Schipisten eingerichtet und Lifte gebaut.

### Bevölkerungsentwicklung
| Muggendorf: Einwohnerzahlen von 1869 bis 2025       | Muggendorf: Einwohnerzahlen von 1869 bis 2025 | Muggendorf: Einwohnerzahlen von 1869 bis 2025 | Muggendorf: Einwohnerzahlen von 1869 bis 2025 | Muggendorf: Einwohnerzahlen von 1869 bis 2025 |
| --------------------------------------------------- | --------------------------------------------- | --------------------------------------------- | --------------------------------------------- | --------------------------------------------- |
| Jahr                                                |                                               |                                               |                                               | Einwohner                                     |
| 1869                                                | 1869                                          |                                               | 666                                           | 666                                           |
| 1880                                                | 1880                                          |                                               | 537                                           | 537                                           |
| 1890                                                | 1890                                          |                                               | 562                                           | 562                                           |
| 1900                                                | 1900                                          |                                               | 584                                           | 584                                           |
| 1910                                                | 1910                                          |                                               | 583                                           | 583                                           |
| 1923                                                | 1923                                          |                                               | 598                                           | 598                                           |
| 1934                                                | 1934                                          |                                               | 557                                           | 557                                           |
| 1939                                                | 1939                                          |                                               | 530                                           | 530                                           |
| 1951                                                | 1951                                          |                                               | 511                                           | 511                                           |
| 1961                                                | 1961                                          |                                               | 491                                           | 491                                           |
| 1971                                                | 1971                                          |                                               | 421                                           | 421                                           |
| 1981                                                | 1981                                          |                                               | 416                                           | 416                                           |
| 1991                                                | 1991                                          |                                               | 433                                           | 433                                           |
| 2001                                                | 2001                                          |                                               | 520                                           | 520                                           |
| 2011                                                | 2011                                          |                                               | 514                                           | 514                                           |
| 2021                                                | 2021                                          |                                               | 518                                           | 518                                           |
| 2025                                                | 2025                                          |                                               | 499                                           | 499                                           |
| Quelle(n): Statistik Austria, Gebietsstand 1.1.2021 |                                               |                                               |                                               |                                               |

### Religion
Nach den Daten der Volkszählung 2001 sind 79,8 % der Einwohner römisch-katholisch und 3,8 % evangelisch. 1,7 % sind Muslime, 0,6 % gehören orthodoxen Kirchen an. 9,8 % der Bevölkerung haben kein religiöses Bekenntnis.

### Historische Landkarten

Muggendorf und seine Umgebung um 1872 (Aufnahmeblätter der Landesaufnahme)
Ortsgebiet, Gutenstein, Myrafälle und der Westen von Pernitz
Im Nordwesten der Steinwandgraben Richtung Triestingtal
Osten von Pernitz und das Piestingtal mit der Straße über den Hals

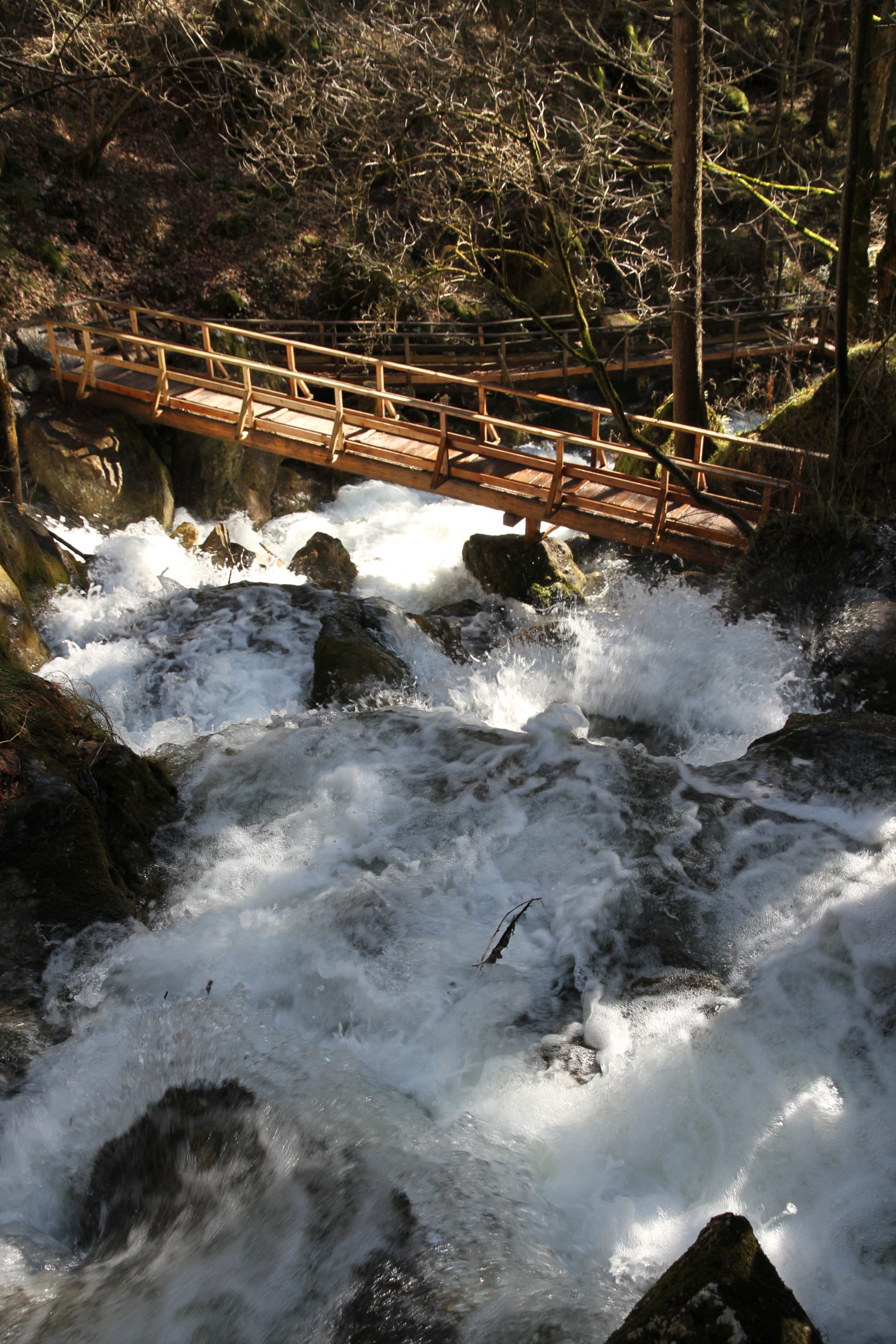
Die Myrafälle im Mittelbereich

## Kultur und Sehenswürdigkeiten
- Siehe auch: Liste der denkmalgeschützten Objekte in Muggendorf
- Myrafälle: ein Naturdenkmal
- Conrad-Observatorium: Das Observatorium der Zentralanstalt für Meteorologie und Geodynamik befindet sich am 1146 m hohen Trafelberg.
- Das bis 1975 betriebene Elektrizitätswerk Myrawerk beeinträchtigte die Myrafälle wesentlich.
- Die 3. Etappe des Wiener Wallfahrerwegs nach Mariazell führt über das Kieneck und den Unterberg.
- Das Vinzenzi Kircherl wurde nach einer Zeichnung des mittlerweile erblindeten Obmann des Vereins Waldandacht erbaut.[4]

## Wirtschaft und Infrastruktur

### Wirtschaftssektoren
Von den 28 landwirtschaftlichen Betrieben des Jahres 2010 wurden zehn im Haupt-, sechzehn im Nebenerwerb und je einer von einer Personengemeinschaft und einer juristischen Person geführt. Dieser letzte bewirtschaftete mehr als die Hälfte der Flächen. Im Produktionssektor arbeiteten elf Erwerbstätige in der Bauwirtschaft. Die größten Arbeitgeber des Dienstleistungssektors waren die Bereiche Beherbergung und Gastronomie (21), Handel (11) und soziale und öffentliche Dienste (19 Mitarbeiter).
| Wirtschaftssektor            | Anzahl Betriebe | Anzahl Betriebe | Erwerbstätige | Erwerbstätige |
| Wirtschaftssektor            | 2011            | 2001            | 2011          | 2001          |
| ---------------------------- | --------------- | --------------- | ------------- | ------------- |
| Land- und Forstwirtschaft 1) | 28              | 28              | 23            | 20            |
| Produktion                   | 07              | 03              | 14            | 03            |
| Dienstleistung               | 24              | 17              | 46            | 43            |

1) Betriebe mit Fläche in den Jahren 2010 und 1999

### Arbeitsmarkt, Pendeln
Im Jahr 2011 lebten 231 Erwerbstätige in Muggendorf. Davon arbeiteten 61 in der Gemeinde, mehr als siebzig Prozent pendelten aus.

## Politik

### Gemeinderat
| Der Gemeinderat hatte bis 2000 dreizehn und seither fünfzehn Mitglieder. - Mit den Gemeinderatswahlen in Niederösterreich 1990 hatte der Gemeinderat folgende Verteilung: 9 ÖVP, und 4 SPÖ. - Mit den Gemeinderatswahlen in Niederösterreich 1995 hatte der Gemeinderat folgende Verteilung: 9 ÖVP, und 4 SPÖ. - Mit den Gemeinderatswahlen in Niederösterreich 2000 hatte der Gemeinderat folgende Verteilung: 10 ÖVP, und 3 SPÖ. (13 Mitglieder) - Mit den Gemeinderatswahlen in Niederösterreich 2005 hatte der Gemeinderat folgende Verteilung: 10 ÖVP, 3 SPÖ, und 2 Bürgerliste. - Mit den Gemeinderatswahlen in Niederösterreich 2010 hatte der Gemeinderat folgende Verteilung: 11 ÖVP, 3 SPÖ, und 1 Bürgerliste. - Mit den Gemeinderatswahlen in Niederösterreich 2015 hatte der Gemeinderat folgende Verteilung: 12 ÖVP, und 3 SPÖ. - Mit den Gemeinderatswahlen in Niederösterreich 2020 hatte der Gemeinderat folgende Verteilung: 13 Wir für Muggendorf (ÖVP) und 2 SPÖ. - Mit den Gemeinderatswahlen in Niederösterreich 2025 hat der Gemeinderat folgende Verteilung: 11 ÖVP, 2 SPÖ, 1 FPÖ und 1 NEOS. | Die zur Anzeige dieser Grafik verwendete Erweiterung wurde dauerhaft deaktiviert. Wir arbeiten aktuell daran, diese und weitere betroffene Grafiken auf ein neues Format umzustellen. (Mehr dazu) |

### Bürgermeister
Bürgermeister seit 1945 waren:
- 1945–1960 Josef Kober
- 1960–1985 Alfred Hublik
- 1985–1993 Franz Gschaider
- 1993–2018 Gottfried Brandstetter[17]
- 2018–2023 Uwe Mitter[18]
- Seit 2023 Elisabeth Hollinger[19]

### Wappen
Im Jahr 1991 wurde der Gemeinde folgendes Wappen verliehen: In grünem Schild erniedrigt ein silberner Wellenbalken, darüber ein springender Hirsch mit achtendigem Geweih, im Schildfuß eine goldene Sapine schräg gekreuzt mit einer goldenen Hacke.
Die Gemeindefarben sind Grün-Gelb.